# الحيد الاحمر (المفلحي)

تعديل مصدري - تعديل

الحيد الأحمر هي إحدى قرى عزلة المفلحي بمديرية المفلحي التابعة لمحافظة لحج، بلغ تعداد سكانها 124 نسمة حسب تعداد اليمن لعام 2004.